# Procris brunnea
Procris brunnea är en nässelväxtart som beskrevs av Elmer Drew Merrill. Procris brunnea ingår i släktet Procris och familjen nässelväxter. Inga underarter finns listade i Catalogue of Life.